# Bacchoi
En los misterios eleusinos , los bacchoi, también escrito bakchoi, eran las ramas usadas por los iniciados que llevaban a cabo la procesión por la Vía sagrada de Atenas, una caminata de veintiún kilómetros desde Atenas hasta Eleusis. El término se distingue a veces del de mystai (iniciado), específicamente el iniciado eleusino, solo con el propósito de enfatizar, en tanto las dos palabras se consideran sinónimas. El de bacchoi era considerado un estado transformado tras realizar iniciaciones y así lo describió Eurípides en el caso de sus cretenses, quienes proclamaban que habían sido santificados—mystai y bacchoi— tras purificarse mediante la iniciación.
El término bacchoi a veces se anexa a otros términos. Por ejemplo, existe Iacchoi-Bacchoi, en el que Iacchos sirvió como sinónimo de Baco.